# Patryk Kaczmarczyk
Patryk Kaczmarczyk (ur. 23 czerwca 1998 w Kozienicach) – polski zawodnik mieszanych sztuk walki (MMA) walczący w kategorii piórkowej. Zdobywca szabli mistrzowskiej organizacji Armia Fight Night w wadze piórkowej oraz multimedalista turniejów na galach ALMMA. Aktualnie związany z KSW, w której zajmuje 1 miejsce w oficjalnym rankingu wagi piórkowej.

## Kariera MMA

### Wczesna kariera
Trzykrotnie zdobył złoty medal w Mistrzostwach Polski MMA w kategorii 65,8 kg, oraz wygrał Mistrzostwa Europy Amatorskiego MMA w 2018 roku. W 2019 roku zdobył 2 miejsce na Mistrzostwa Polski MMA 2019. Stoczył 27 amatorskich walk, początkowo debiutując w 2014 roku w Katowicach.
W zawodowym MMA zadebiutował 16 czerwca 2019 roku na gali Armia Fight Night 6, gdzie jednogłośną decyzją pokonał Daniela Matuszka.
Kolejne zawodowe zwycięstwo zanotował na gali Madness Cage Fighting 5: Freecar Fight Night w Puławach, gdzie po 3 rundach wygrał jednogłośną decyzją sędziów.

### Babilon MMA
W 2020 roku związał się z organizacją Babilon MMA, w której zadebiutował 25 maja 2020 roku na gali Babilon MMA 13: Live in Studio. Po trzech rundach ogłoszono jednogłośną decyzję sędziów jego korzyść.
Na kolejnej gali zaliczył pierwsze zwycięstwo przed czasem, przez TKO. W stójce trafił potężnie kolanem na wątrobę, po czym ruszył do uderzeń w parterze i po chwili walkę zakończono.

### Powrót do Armia Fight Night
Po wyrównanej walce w Main Evencie (walce wieczoru) gali Armia Fight Night 8 pokonał poprzez duszenie trójkątne rękoma w trzeciej rundzie Adriana Kępę oraz zdobył szablę mistrza kategorii piórkowej.
22 stycznia w końcówce walki poddał Edgara Davalosa w starciu wieńczącym galę Armia Fight Night 9. Pojedynek odbywał się w limicie umownym do 66,8 kg. Po tej wygranej organizacja KSW oficjalnie potwierdziła, że podpisała kontrakt z Patrykiem Kaczmarczykiem.

### KSW
W debiucie dla największej organizacji w Europie pokonał znanego z programu Tylko Jeden (program organizowany przez KSW) Michała Sobiecha przez jednogłośną decyzję sędziów na KSW 60: De Fries vs. Narkun 2. Pojedynek został doceniony bonusem finansowym za walkę wieczoru dla obu zawodników.
23 października 2021 podczas gali KSW 64: Przybysz vs. Santos zmierzył się z Robertem Ruchałą, z którym wcześniej walczył w amatorstwie. Zwycięstwo w walce zawodowej odniósł rywal, który zwyciężył jednogłośną decyzją sędziowską po trzech rundach. Dla Kaczmarczyka była to pierwsza zawodowa porażka w karierze.
W trzecim starciu dla polskiego giganta podczas gali KSW 68 w Radomiu (19 marca 2022) technicznie znokautował w drugiej rundzie Michała Domina.
23 lipca 2022 w Kielcach na KSW 72 podjął w walce niepokonanego Dawida Śmiełowskiego. Przegrał ją przez nokaut w drugiej rundzie, po tym jak Śmiełowski wyprowadził celne i mocne kopnięcie frontalne na korpus Kaczmarczyka.
Podczas gali XTB KSW 77: Khalidov vs. Pudzianowski, która odbyła się 17 grudnia 2022 w Arenie Gliwice skrzyżował rękawice z Niemcem, Pascalem Hintzenem. Kaczmarczyk od początku walki ruszył agresywnie na rywala i już w pierwszej rundzie znokautował go kolanem na korpus. Zwycięstwo przyniosło mu pierwszy bonus za najlepszy nokaut wieczoru.  
19 sierpnia 2023 na gali XTB KSW 85: Parnasse vs. Ruchała stoczył walkę z Mołdawianinem, Danielem Tărchilă. Zwyciężył przez jednogłośną decyzję sędziowską. Po tej walce w wywiadzie z Mateuszem Borkiem zdradził, że kolejną walkę stoczy na listopadowej gali XTB KSW 88: Bitwa o Radom. Jego przeciwnikiem w walce wieczoru tego wydarzenia został były mistrz FEN oraz Babilon MMA, Daniel Rutkowski. Kaczmarczyk, mimo że nie był faworytem tego starcia, to zwyciężył z popularnym „Rutkiem” jednogłośnie na kartach punktowych. Po gali organizacja nagrodziła pojedynek bonusem za najlepszą walkę wieczoru.  
Równe sześć miesięcy później podczas XTB KSW 94: Bartosiński vs. Michaliszyn, która miała miejsce się w gdańsko-sopockiej Ergo Arenie, zawalczył o tymczasowy pas KSW w wadze piórkowej. Jego przeciwnikiem w rewanżowym pojedynku był Robert Ruchała. Już w niespełna minutę walki został znokautowany kopnięciem na wątrobę.  
Następną walkę stoczył 25 stycznia 2025 w Radomiu podczas XTB KSW 102. Jego rywalem był Bośniak, Ahmed Vila. Zwyciężył jednogłośnie na punkty.  
Oczekiwano, że podczas walki wieczoru gali XTB KSW 108, która odbędzie się 19 lipca 2025 w Hali Uranii w Olsztynie, miał zmierzyć się z byłym pretendentem do tymczasowego pasa mistrzowskiego KSW wagi lekkiej, Leo Brichtą. Na początku czerwca ogłoszono, że musiał wycofać się z pojedynku, z powodu kontuzji nogi.  

## Osiągnięcia

### Mieszane sztuki walki

#### Amatorskie
- Amatorska Liga MMA
  - 2014: Mistrzostwa Polski MMA 2014: Dzień 2 – ALMMA –  3. miejsce, kat. 61 kg
  - 2016: Mistrzostwa Polski MMA 2016 – ALMMA 122 –  1. miejsce, kat. 65,8 kg
  - 2016: Mistrzostwa Polski MMA 2016 – ALMMA 125  –  1. miejsce, kat. 65,8 kg
  - 2017: Mistrzostwa Polski MMA 2017 – ALMMA 140 –  1. miejsce, kat. 65,8 kg
  - 2018: Mistrzostwa Europy Amatorskiego MMA – ALMMA 151 –  1. miejsce, kat. 65,8 kg
  - 2018: Mistrzostwa Polski MMA 2018 oraz Mistrzostwa Mazowsza – ALMMA 163 –  1. miejsce, kat. 65,8 kg
  - 2019: Mistrzostwa Polski MMA 2019 – ALMMA 176 –  2. miejsce, kat. 70,3 kg

#### Zawodowe
- Armia Fight Night
  - 2020: Mistrz Armia Fight Night w wadze piórkowej[13]
- Herakles
  - 2021: Herakles w kategorii Odkrycie Roku 2020[42][43]
- Konfrontacja Sztuk Walki
  - Bonus za walkę wieczoru (dwa razy) vs. Michał Sobiech (2022)[18], Daniel Rutkowski (2023)[34]
  - Bonus za nokaut wieczoru (raz) vs. Pascal Hintzen (2022)[27]

## Lista walk w MMA

### Zawodowe
| Wynik     | Bilans | Przeciwnik (bilans przed walką) | Rozstrzygnięcie                           | Runda | Czas | Rozgrywki                                    | Data       | Miejsce          | Uwagi                                                                  |
| --------- | ------ | ------------------------------- | ----------------------------------------- | ----- | ---- | -------------------------------------------- | ---------- | ---------------- | ---------------------------------------------------------------------- |
| Wygrana   | 12-3   | Ahmed Vila (12-5-1. 1NC)        | Decyzja (jednogłośna)                     | 3     | 5:00 | XTB KSW 102: Przybysz vs. Azevedo            | 25.01.2025 | Radom            | Co-Main Event                                                          |
| Przegrana | 11-3   | Robert Ruchała (9-1)            | KO (kopnięcie na wątrobę)                 | 1     | 0:59 | XTB KSW 94: Bartosiński vs. Michaliszyn      | 11.05.2024 | Gdańsk/Sopot     | Walka o tymczasowy pas międzynarodowego mistrza KSW w wadze piórkowej. |
| Wygrana   | 11-2   | Daniel Rutkowski (16-3. 1NC)    | Decyzja (jednogłośna)                     | 3     | 5:00 | XTB KSW 88: Bitwa o Radom                    | 11.11.2023 | Radom            | Bonus za walkę wieczoru. Main Event                                    |
| Wygrana   | 10-2   | Daniel Tărchilă (6-1)           | Decyzja (jednogłośna)                     | 3     | 5:00 | XTB KSW 85: Parnasse vs. Ruchała             | 19.08.2023 | Nowy Sącz        |                                                                        |
| Wygrana   | 9-2    | Pascal Hintzen (8-1)            | KO (kolano na korpus)                     | 1     | 1:03 | XTB KSW 77: Khalidov vs. Pudzianowski        | 17.12.2022 | Gliwice          | Bonus za nokaut wieczoru                                               |
| Przegrana | 8-2    | Dawid Śmiełowski (9-0)          | KO (kopnięcie na wątrobę)                 | 2     | 2:51 | KSW 72: Romanowski vs. Grzebyk               | 23.07.2022 | Kielce           | Co-Main Event                                                          |
| Wygrana   | 8-1    | Michał Domin (4-2)              | TKO (ciosy pięściami w parterze)          | 2     | 2:15 | KSW 68: Parnasse vs. Rutkowski               | 19.03.2022 | Radom            |                                                                        |
| Przegrana | 7-1    | Robert Ruchała (5-0)            | Decyzja (jednogłośna)                     | 3     | 5:00 | KSW 64: Przybysz vs. Santos                  | 23.10.2021 | Łódź             |                                                                        |
| Wygrana   | 7-0    | Michał Sobiech (4-0)            | Decyzja (jednogłośna)                     | 3     | 5:00 | KSW 60: De Fries vs. Narkun 2                | 24.04.2021 | Łódź             | Debiut w KSW. Bonus za walkę wieczoru.                                 |
| Wygrana   | 6-0    | Edgar Davalos (12-2)            | Poddanie (duszenie trójkątne rękoma)      | 3     | 4.53 | Armia Fight Night 9: Kaczmarczyk vs. Davalos | 22.01.2021 | Mińsk Mazowiecki | Pojedynek umownym limicie -66,8 kg. Main Event                         |
| Wygrana   | 5-0    | Adrian Kępa (7-4)               | Techniczne poddanie (duszenie zza pleców) | 3     | 3:25 | Armia Fight Night 8: Kaczmarczyk vs. Kępa    | 11.09.2020 | Gliwice          | Zdobył szablę mistrzowską w wadze piórkowej. Main Event                |
| Wygrana   | 4-0    | Hubert Sulewski (3-0-1)         | TKO (kolano na korpus i ciosy pięściami)  | 1     | 2:35 | Babilon MMA 14: Live in Studio               | 26.06.2020 | Radom            | Pojedynek umownym limicie -67 kg.                                      |
| Wygrana   | 3-0    | Krystian Krawczyk (4-2)         | Decyzja (jednogłośna)                     | 3     | 5:00 | Babilon MMA 13: Live in Studio               | 29.05.2020 | Warszawa         | Pojedynek umownym limicie -68 kg.                                      |
| Wygrana   | 2-0    | Karol Kutyła (1-0)              | Decyzja (jednogłośna)                     | 3     | 5:00 | Madness Cage Fighting 5: Freecar Fight Night | 28.12.2019 | Puławy           |                                                                        |
| Wygrana   | 1-0    | Daniel Matuszek (0-0)           | Decyzja (jednogłośna)                     | 3     | 5:00 | Armia Fight Night 6: Kułak vs. Odzimkowski   | 14.06.2019 | Radom            |                                                                        |

### Amatorskie
| Wynik     | Bilans | Przeciwnik (bilans przed walką) | Rozstrzygnięcie                      | Runda | Czas | Rozgrywki                                                        | Data       | Miejsce        | Uwagi                                                                                       |
| --------- | ------ | ------------------------------- | ------------------------------------ | ----- | ---- | ---------------------------------------------------------------- | ---------- | -------------- | ------------------------------------------------------------------------------------------- |
| Przegrana | 27-7   | Dominik Tkaczyk (6-4)           | Walkower                             | 1     | 5:00 | ALMMA 176: Mistrzostwa Polski MMA 2019                           | 10.11.2019 | Sochaczew      | Mistrzostwa turniejowe w wadze lekkiej. Walka finałowa                                      |
| Wygrana   | 27-6   | Krystian Bałtrukanis (1-0)      | Poddanie (duszenie trójkątne rękoma) | 1     | 2:12 | ALMMA 176: Mistrzostwa Polski MMA 2019                           | 10.11.2019 | Sochaczew      | Pojedynki w wadze lekkiej                                                                   |
| Wygrana   | 26-6   | Kamil Krzewina (3-4)            | Decyzja                              | 1     | 5:00 | ALMMA 176: Mistrzostwa Polski MMA 2019                           | 10.11.2019 | Sochaczew      | Pojedynki w wadze lekkiej                                                                   |
| Wygrana   | 25-6   | Szymon Biłas (6-5)              | Decyzja (jednogłośna)                | 3     | 3:00 | TFL 16: Radom vs. Reszta Świata                                  | 09.03.2019 | Radom          | Pojedynek w wadze piórkowej                                                                 |
| Przegrana | 24-6   | Mariusz Michalczuk (0-2)        | Poddanie (duszenie gilotynowe)       | 1     | 3:11 | ALMMA 163: Mistrzostwa Polski MMA 2018 oraz Mistrzostwa Mazowsza | 16.12.2018 | Sochaczew      | Przejście do wagi lekkiej, Mistrzostwa turniejowe. Wygrał turniej ALMMA 163 w wadze lekkiej |
| Wygrana   | 24-5   | Jarosław Wróbel (3-6)           | Decyzja (jednogłośna)                | 3     | 3:00 | Armia Fight Night 4: 100-lecie Odzyskania Niepodległości         | 24.11.2018 | Siedlce        |                                                                                             |
| Wygrana   | 23-5   | Robert Ruchała (7-1)            | Decyzja (jednogłośna)                | 3     | 3:00 | TFL 15: Noxy Night                                               | 20.10.2018 | Lublin         |                                                                                             |
| Przegrana | 22-5   | Daniel Matuszek (5-3)           | Decyzja (niejednogłośna)             | 3     | 3:00 | TFL 14: Akpol Night                                              | 16.06.2018 | Kraśnik        |                                                                                             |
| Wygrana   | 22-4   | Gracjan Miś (3-2)               | Decyzja                              | 1     | 4:00 | ALMMA 151: Mistrzostwa Europy Amatorskiego MMA                   | 12.05.2018 | Puszczykowo    | Mistrzostwa turniejowe. Wygrał turniej ALMMA 151 w wadze piórkowej                          |
| Wygrana   | 21-4   | Daniel Malinowski (5-2)         | Decyzja                              | 1     | 4:00 | ALMMA 151: Mistrzostwa Europy Amatorskiego MMA                   | 12.05.2018 | Puszczykowo    |                                                                                             |
| Wygrana   | 20-4   | Andrej Palmits (0-0)            | TKO                                  | 1     | 4:00 | ALMMA 151: Mistrzostwa Europy Amatorskiego MMA                   | 12.05.2018 | Puszczykowo    |                                                                                             |
| Wygrana   | 19-4   | Robert Porada (1-2)             | Poddanie (klucz na rękę)             | 1     | 0:37 | ALMMA 140: Mistrzostwa Polski MMA 2017                           | 19.11.2017 | Sochaczew      | Mistrzostwa turniejowe. Wygrał turniej ALMMA 140 w wadze piórkowej                          |
| Wygrana   | 18-4   | Kamil Pryjda (6-3)              | Decyzja                              | 1     | 4:00 | ALMMA 140: Mistrzostwa Polski MMA 2017                           | 19.11.2017 | Sochaczew      |                                                                                             |
| Wygrana   | 17-4   | Krzysztof Osmałek (0-2)         | Decyzja                              | 1     | 3:00 | ALMMA 140: Mistrzostwa Polski MMA 2017                           | 19.11.2017 | Sochaczew      |                                                                                             |
| Wygrana   | 16-4   | Piotr Kacprzak (3-0)            | Decyzja                              | 1     | 4:00 | ALMMA 125: Mistrzostwa Polski MMA 2016                           | 18.12.2016 | Sochaczew      | Mistrzostwa turniejowe. Wygrał turniej ALMMA 125 w wadze piórkowej                          |
| Wygrana   | 15-4   | Hubert Żochowski (2-2)          | Decyzja                              | 1     | 4:00 | ALMMA 125: Mistrzostwa Polski MMA 2016                           | 18.12.2016 | Sochaczew      |                                                                                             |
| Wygrana   | 14-4   | Maciej Berkieta (0-0)           | Decyzja                              | 1     | 4:00 | ALMMA 125: Mistrzostwa Polski MMA 2016                           | 18.12.2016 | Sochaczew      |                                                                                             |
| Wygrana   | 13-4   | Eryk Walecki (10-3)             | Poddanie (duszenie trójkątne rękoma) | 1     | 3:00 | ALMMA 125: Mistrzostwa Polski MMA 2016                           | 18.12.2016 | Sochaczew      |                                                                                             |
| Wygrana   | 12-4   | Hubert Sulewski (3-1)           | Decyzja                              | 1     | 4:00 | ALMMA 122: Mistrzostwa Polski MMA 2016                           | 20.11.2016 | Sochaczew      | Mistrzostwa turniejowe. Wygrał turniej ALMMA 122 w wadze piórkowej                          |
| Wygrana   | 11-4   | Kamil Piegat (2-2)              | Decyzja                              | 2     | 4:00 | ALMMA 122: Mistrzostwa Polski MMA 2016                           | 20.11.2016 | Sochaczew      |                                                                                             |
| Wygrana   | 10-4   | Arkadiusz Keller (3-0)          | Decyzja                              | 1     | 4:00 | ALMMA 117                                                        | 08.10.2016 | Świętochłowice | Mistrzostwa turniejowe. Wygrał turniej ALMMA 117 w wadze piórkowej                          |
| Wygrana   | 9-4    | Kacper Kaczmarek (3-2)          | Decyzja                              | 1     | 4:00 | ALMMA 117                                                        | 08.10.2016 | Świętochłowice |                                                                                             |
| Wygrana   | 8-4    | Kamil Stopka (0-0)              | Poddanie (duszenie trójkątne nogami) | 1     | 1:00 | ALMMA 117                                                        | 08.10.2016 | Świętochłowice |                                                                                             |
| Wygrana   | 7-4    | Karol Klęski (2-0)              | TKO                                  | 1     | 3:36 | ALMMA 113: Puchar Polski Południowej                             | 18.06.2016 | Kraków         | Mistrzostwa turniejowe. Wygrał turniej ALMMA 113 w wadze piórkowej                          |
| Wygrana   | 6-4    | Szymon Rakowicz (9-3)           | Decyzja                              | 1     | 4:00 | ALMMA 113: Puchar Polski Południowej                             | 18.06.2016 | Kraków         |                                                                                             |
| Wygrana   | 5-4    | Patryk Ożóg (5-1)               | Decyzja                              | 2     | 4:00 | ALMMA 113: Puchar Polski Południowej                             | 18.06.2016 | Kraków         |                                                                                             |
| Przegrana | 4-4    | Szymon Rakowicz (5-2)           | Poddanie (duszenie trójkątne rękoma) | 1     | 3:27 | ALMMA 109: Puchar Polski MMA 2016                                | 15.05.2016 | Sochaczew      | Przejście do wagi piórkowej                                                                 |
| Przegrana | 4-3    | Dawid Klonowski (0-0)           | Decyzja                              | 1     | 4:00 | ALMMA 84: Puchar Polski MMA                                      | 31.05.2015 | Sochaczew      | Pojedynki w wadze koguciej                                                                  |
| Wygrana   | 4-2    | Patryk Roźniakowski (0-0)       | Decyzja                              | 1     | 4:00 | ALMMA 84: Puchar Polski MMA                                      | 31.05.2015 | Sochaczew      | Pojedynki w wadze koguciej                                                                  |
| Wygrana   | 3-2    | Robert Ptasiński (13-4)         | Poddanie (duszenie zza pleców)       | 1     | 2:20 | Mistrzostwa Polski MMA 2014: Dzień 2                             | 14.12.2014 | Żyrardów       | Pojedynki w wadze koguciej                                                                  |
| Przegrana | 2-2    | Karol Jędrusiak (2-0)           | Decyzja                              | 1     | 4:00 | Mistrzostwa Polski MMA 2014: Dzień 2                             | 14.12.2014 | Żyrardów       | Pojedynki w wadze koguciej                                                                  |
| Wygrana   | 2-1    | Grzegorz Wojtusiak (0-0)        | Decyzja                              | 1     | 4:00 | Mistrzostwa Polski MMA 2014: Dzień 2                             | 14.12.2014 | Żyrardów       | Pojedynki w wadze koguciej                                                                  |
| Wygrana   | 1-1    | Mateusz Pośpiech (0-0)          | Decyzja                              | 1     | 4:00 | Mistrzostwa Polski MMA 2014: Dzień 2                             | 14.12.2014 | Żyrardów       | Pojedynki w wadze koguciej                                                                  |
| Przegrana | 0-1    | Angelo Witczyk (0-0)            | Poddanie (dźwignia na staw łokciowy) | 1     | 0:33 | ALMMA 62: Puchar Górnego Śląska                                  | 22.06.2014 | Katowice       | Debiut w amatorskim MMA. Waga kogucia                                                       |